# Pałac w Rynarcicach
Pałac w Rynarcicach – pałac z XVIII w. we wsi Rynarcice (województwo dolnośląskie), w powiecie lubińskim, wpisany do rejestru zabytków nieruchomych województwa dolnośląskiego.

## Opis
Piętrowy pałac z XVIII w. z użytkowym poddaszem, zbudowany na planie prostokąta, kryty wysokim dachem naczółkowym z lukarnami, wejście główne znajduje się centralnie w  ścianie frontowej w zabudowanym ganku, nad nim  balkon z kamienną balustradą. Z tyłu pałacu, prostopadłe skrzydło, sześcioboczna wieża z klatką schodową nakryta kopułą i dobudówka z tarasem na piętrze również z kamienną balustradą. Obiekt jest częścią zespołu pałacowego, w skład którego wchodzą jeszcze: dwie oficyny, chlew z cielętnikiem, obora, park naturalistyczny.